# Antena

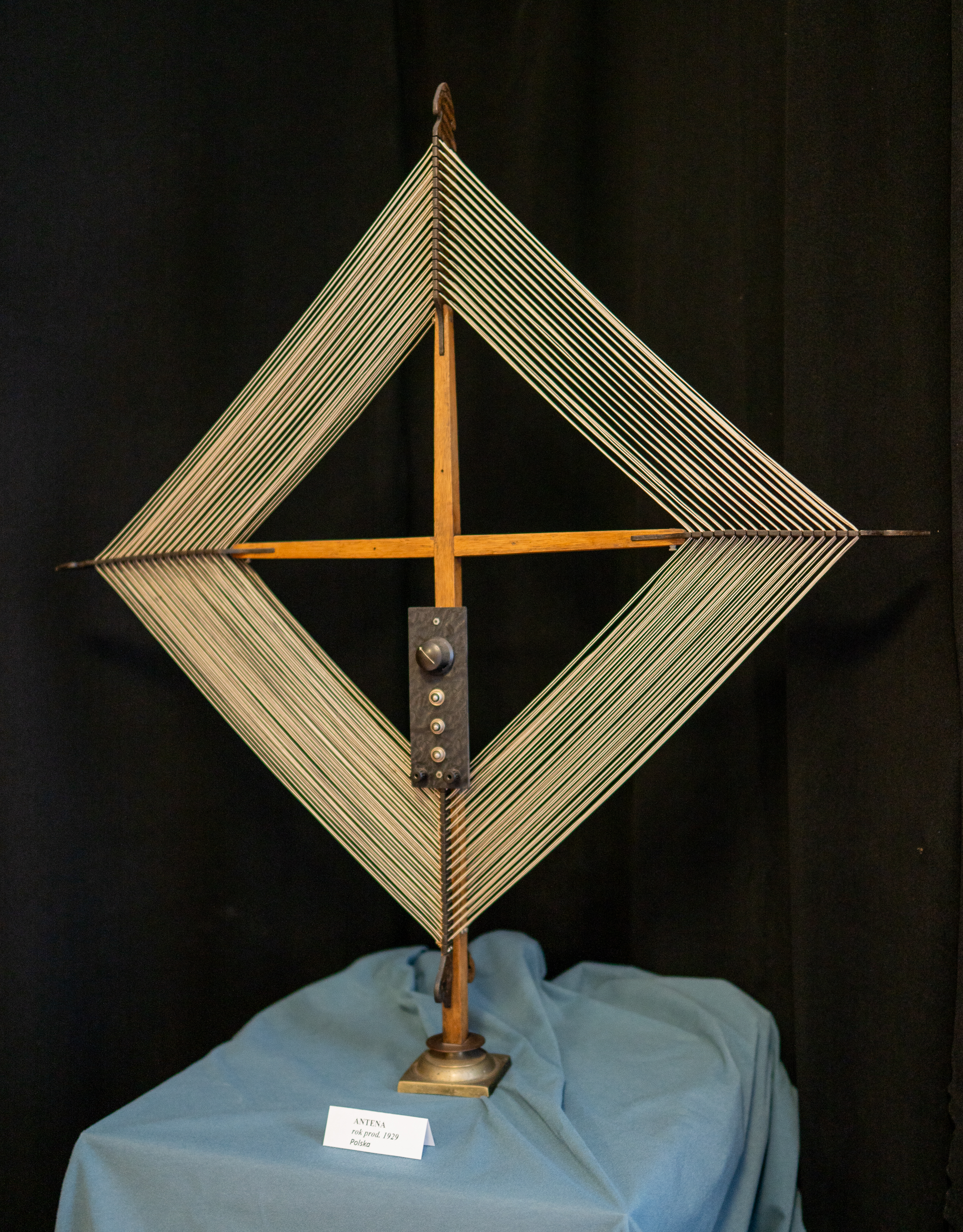
Antena 1929 rok. Polska

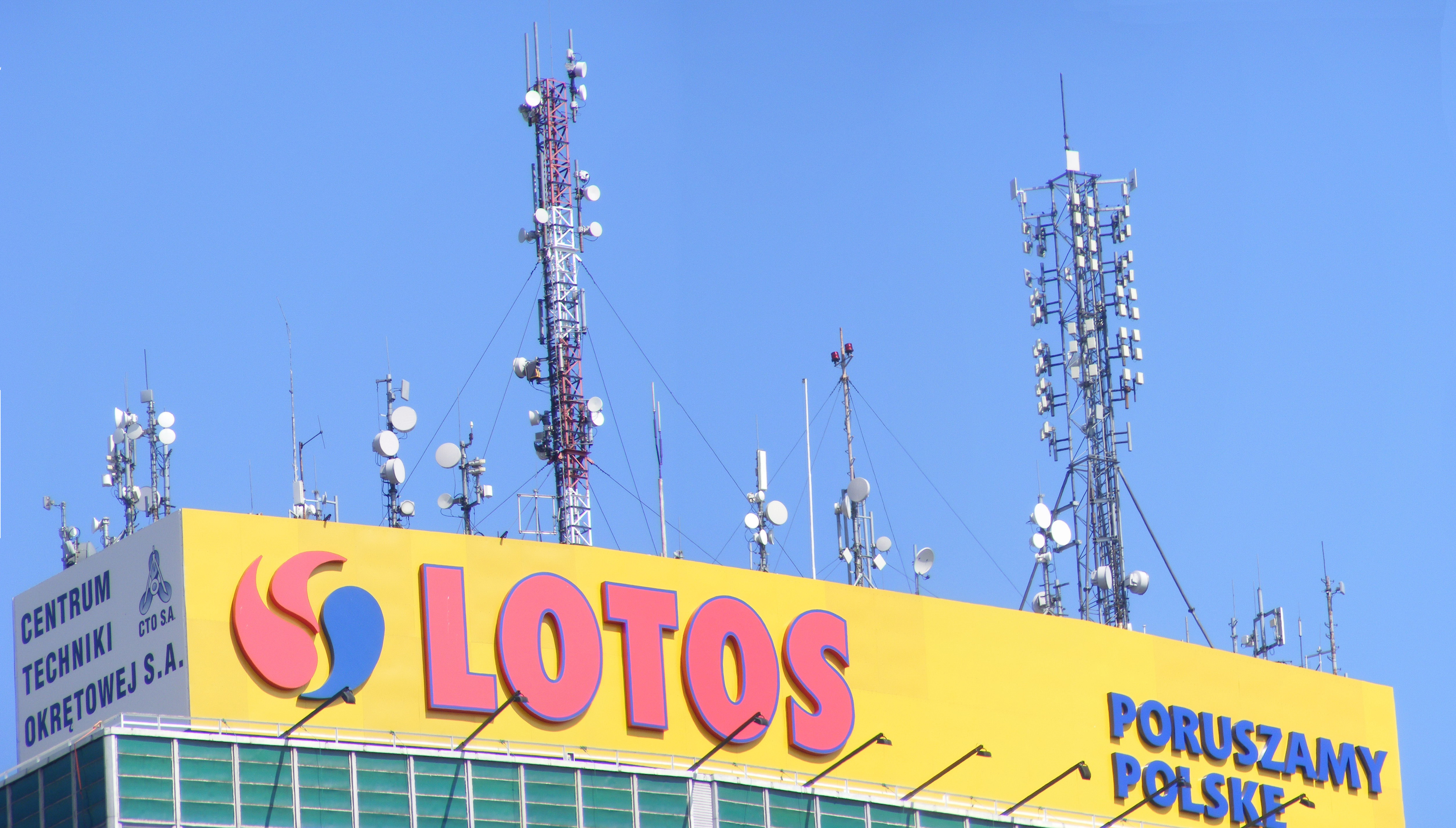
Anteny na dachu Zieleniaka w Gdańsku

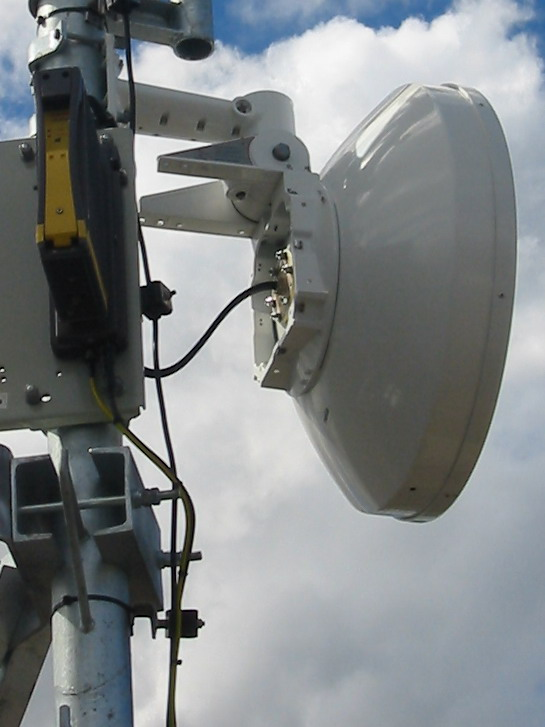
Antena mikrofalowa horyzontalnej linii radiowej

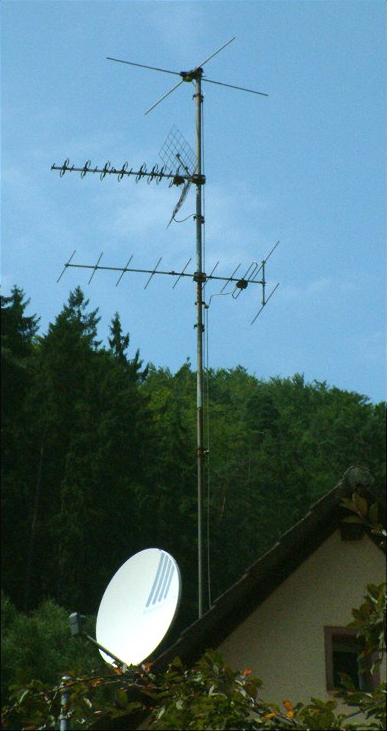
Anteny Yagi-Uda oraz satelitarna do odbioru telewizji satelitarnej

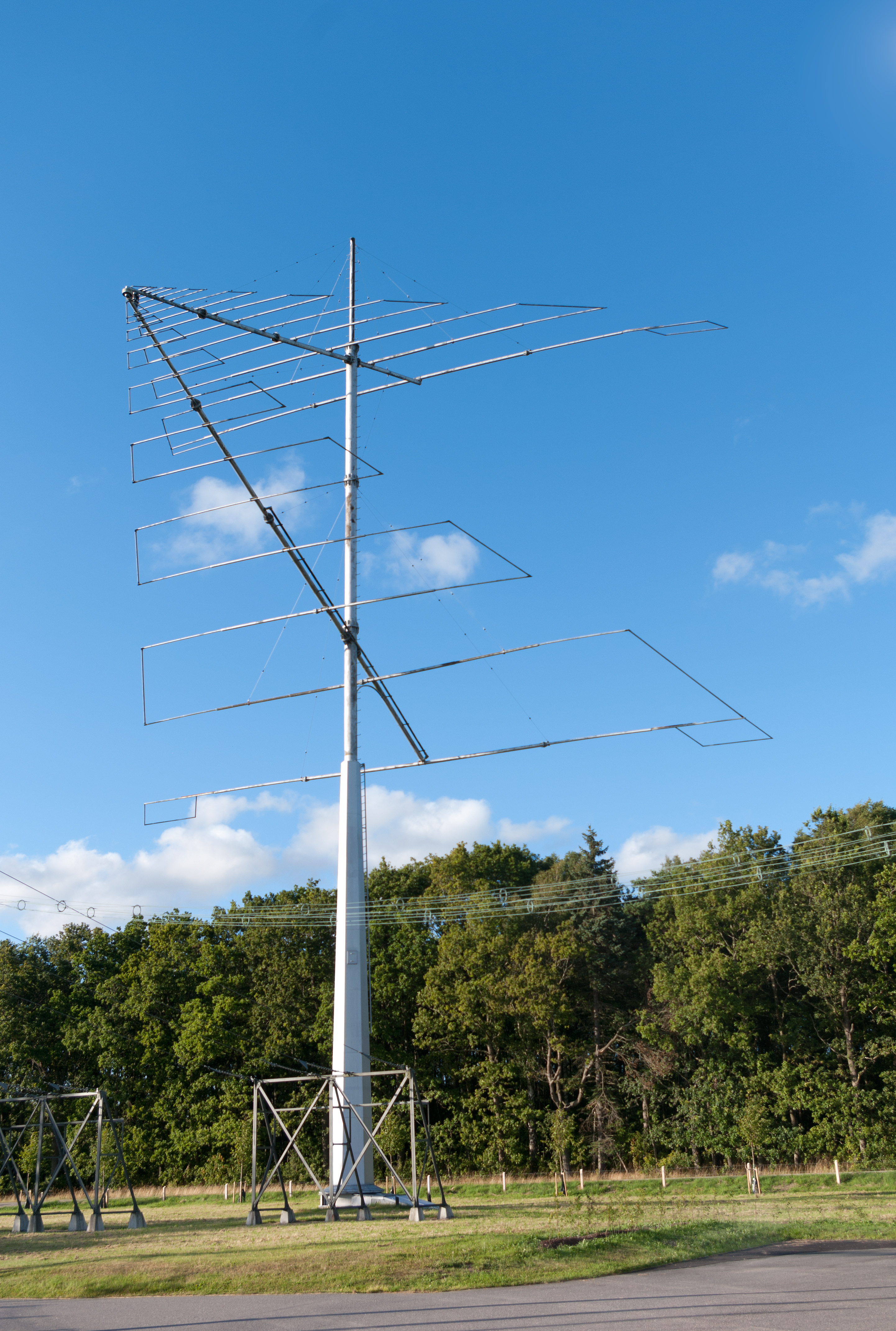
Krótkofalowa antena logarytmiczno-periodyczna działająca od 5 do 30 MHz

Antena – urządzenie zamieniające fale elektromagnetyczne na sygnał elektryczny i odwrotnie.
Jest niezbędnym elementem składowym każdego systemu radiokomunikacji. W XX wieku najbardziej rozpowszechnione były anteny odbiorników radiowych i telewizyjnych, natomiast w wieku XXI antena częściej kojarzona jest z elementem wyposażenia radia samochodowego, bezprzewodowych sieci komputerowych lub z odbiorem sygnałów TV z satelitów.
W ognisku anteny, jeżeli takie posiada, umieszczane są detektory promieniowania radiowego, na przykład mikrofal.
Każdą antenę cechują charakterystyka promieniowania, polaryzacja fali, zysk energetyczny oraz impedancja. Właściwości te są dla anteny identyczne zarówno przy nadawaniu, jak i przy odbiorze. Zmienność tych parametrów w funkcji częstotliwości określa pasmowości anteny.

## Rodzaje anten
Ze względu na polaryzację fale stosowane w radiolokacji i radioastronomii można podzielić na:
- liniową (pionową, poziomą, nachyloną pod określonym kątem)
- eliptyczną lub kołową (lewoskrętną, prawoskrętną)

Szczególnym przypadkiem polaryzacji eliptycznej jest polaryzacja kołowa. W takim przypadku współczynnik osiowy wynosi 0 dB.
Ze względu na sposób wykonania anteny dzieli się na:
- dipolowe
- fraktalne
- kolinearne
- mikropaskowe
- szczelinowe
- reflektorowe.

Ze względu na kierunkowość anteny dzieli się na:
- izotropowe (model teoretyczny)
- dookolne
- kierunkowe.

Ze względu na mechanizm promieniowania anteny dzieli się na:
- prostoliniowe
- aperturowe
- z falą powierzchniową.

Ze względu na sprzężenie ze składową pola elektromagnetycznego anteny dzieli się na:
- elektryczne (np. dipolowe)
- magnetyczne (np. ferrytowe).

Niektóre typy anten:
- antena dipolowa
- antena dwustożkowa
- antena falowodowa (zobacz też: falowód)
- antena ferrytowa
- antena logarytmiczno-periodyczna
- antena panelowa
- antena prętowa
- antena paraboliczna
- antena reflektorowa
- antena rombowa
- antena satelitarna (paraboliczna i offsetowa)
- antena sektorowa
- antena śrubowa (inaczej: helikalna, helix, heliax)
- antena tubowa
- antena ground plane (w skrócie: antena GP)
- antena Yagi-Uda (w skrócie: antena Yagi)